# 50-мм ротные миномёты образца 1938 и 1940 годов
50-мм ротные миномёты обр. 1938 и 1940 гг. — советские миномёты калибра 50 мм. Представляют собою гладкоствольную жёсткую систему со схемой мнимого треугольника.

## История

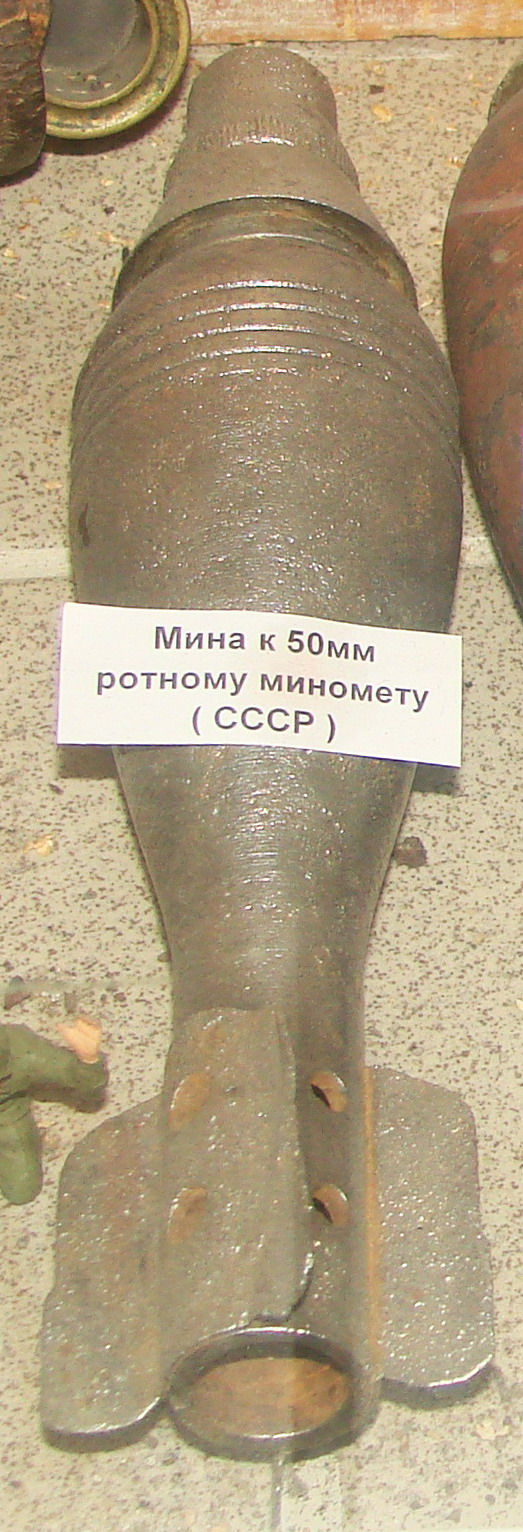
Осколочная чугунная четырёхпёрая мина 0-822А к 50-мм ротному миномёту

Разработка 50-мм ротного миномёта в качестве оружия, способного заменить винтовочные гранатомёты системы Дьяконова в пехотных подразделениях РККА была начата в 1936 году в КБ завода № 7 (позднее преобразованном в СКБ № 4). Опытный предсерийный вариант миномёта весил 5 кг, масса одной мины составляла около 1 кг, вышибной заряд мины составлял 5 грамм бездымного пороха. Стрельба из миномёта велась при двух постоянных углах возвышения (45° и 75°), а боевая скорострельность должна была составлять 30 выстрелов в минуту. В июле 1937 года проект миномёта был направлен для рассмотрения в Отдел изобретений НКО СССР и в Артиллерийское управление РККА.
В октябре 1937 года для испытаний на заводе № 7 было изготовлено два миномёта и 500 мин, по результатам стрельб в конструкцию внесли изменения.
В январе 1938 года были составлены тактико-технические требования к 50-мм ротному миномёту РККА, после внесения в конструкцию миномёта необходимых изменений и повторных испытаний летом 1938 года 50-мм миномёт приняли на вооружение РККА.
Серийное производство 50-мм ротного миномёта обр. 1938 года началось в 1939 году, когда сдали 1715 штук. К 1 августа 1940 г. было изготовлено 18 994 миномёта, а всего за год — 27805 единиц. На 1 января 1941 года на балансе ГАУ КА числилось 29340 минометов, из которых 227 требовали текущего ремонта, 90 капитального и 11 подлежали списанию.
После начала Великой Отечественной войны, летом 1941 года производство 50-мм миномётов и миномётных мин к ним освоил Таллинский арсенал, выпущенные миномёты использовались во время обороны Таллина.
В конце 1941 года производство миномёта освоил паровозостроительный завод "Красный Профинтерн" (3 - 6 июля 1941 года эвакуированный из города Бежица Брянской области в Красноярск).
| Полугодие             | I/1941 | II/1941 | I/1942 | II/1942 | I/1943 | II/1943 | Всего  |
| --------------------- | ------ | ------- | ------ | ------- | ------ | ------- | ------ |
| 50-мм РМ всех моделей | 7085   | 23160   | 67379  | 37024   | 17367  | 140     | 152155 |

Максимум был достигнут в марте 1942 года, когда сдали 11898 экземпляров. Для сравнения, германская промышленность в этом месяце выпустила только 1090 5 cm GrW 36, а максимум в 1100 единиц был достигнут в мае 1942 года.
Производство было прекращено в июле 1943 года. Всего с 1939 по 1943 года было выпущено 181675 ротных минометов.

## Описание
Конструкционной особенностью миномёта было то, что стрельба производилась лишь при двух углах возвышения: 45° или 75°. Регулировка по дальности производилась так называемым дистанционным краном, находящимся в казённой части ствола и выпускающим часть газов наружу, тем самым уменьшая давление в стволе. Угол возвышения 45° обеспечивал наибольшую дальность огня, доходящую до 800 м, а при полностью открытом дистанционном кране угол наклона ствола в 75° обеспечивал минимальную дальность в 200 м. При стрельбе на все дальности применялся только один заряд. Дополнительное изменение дальности стрельбы также осуществлялось за счёт изменения пути мины в стволе по отношению к основанию ствола путём передвижения бойка, в результате чего менялся объём каморы. Прицел ротного миномёта являлся механическим, без оптических приспособлений.
В процессе эксплуатации миномёта были выявлены следующие недостатки конструкции:
1. Велика минимальная дальность (200 м).
2. Относительно большой вес.
3. Большие габариты, чем затруднялась его маскировка.
4. Слишком сложное устройство дистанционного крана.
5. Шкала дистанционного крана не соответствовала дальности.
6. Выходное отверстие в дистанционном кране направлено вниз-вперед, благодаря чему при стрельбе выходящие газы, ударяясь о грунт, поднимали пыль и тем затрудняли работу расчёта.
7. Ненадёжное и сложное крепление прицела.

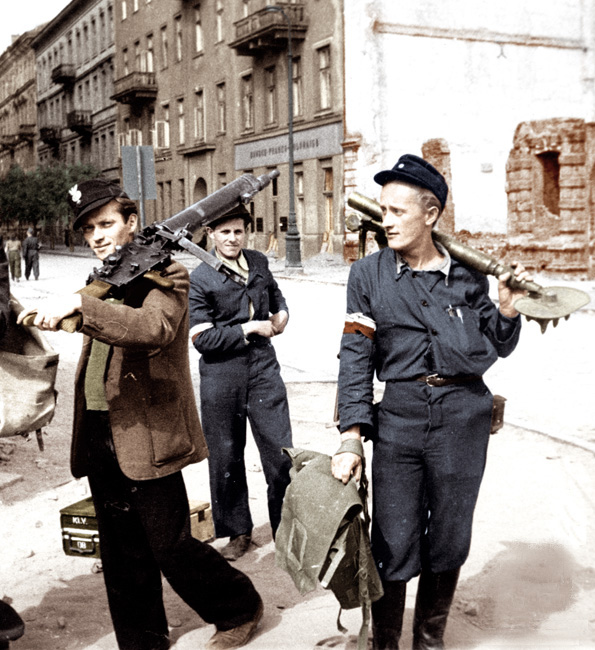
Варшавское восстание.

После выявления недостатков была предпринята попытка их исправить, что привело к созданию миномёта обр. 1940 г. Новый миномёт прошёл войсковые испытания в январе 1940 года на финском фронте в расположении 85-го стрелкового полка 100-й стрелковой дивизии.
В ходе войны миномёт получил ряд усовершенствований, был создан миномёт образца 1941 года без двуноги, с креплением всех элементов только к опорной плите. Несмотря на невысокие боевые характеристики по сравнению с более крупнокалиберными собратьями, миномёт пользовался хорошей репутацией у солдат, в основном благодаря непосредственной поддержке подразделений (рот и даже взводов) на передовой, в отличие от батальонных и полковых миномётов.
Хотя 50-мм миномёты были самой массовой системой миномётного вооружения в РККА (по состоянию на 1 июня 1941 года в армии числилось около 24 тысяч таких миномётов), их значение в ходе войны быстро снижалось. Дальность действительного огня, составлявшая всего несколько сотен метров, заставляла их расчёты сближаться с противником на предельно малые дистанции. А это, в свою очередь, приводило к демаскировке огневой позиции и быстрому уничтожению даже обычным стрелковым оружием. Крайне низкой была также эффективность 50-мм осколочных мин.
По этим причинам, а также с учётом весьма значительного количества в войсках высокоэффективных 82-мм батальонных миномётов, в 1943 году было окончательно принято решение о снятии 50-мм ротных миномётов с производства и с вооружения Красной Армии. Большое их количество было изъято из действующей армии, и лишь в партизанских формированиях их использовали вплоть до окончания войны.

## Варианты и модификации

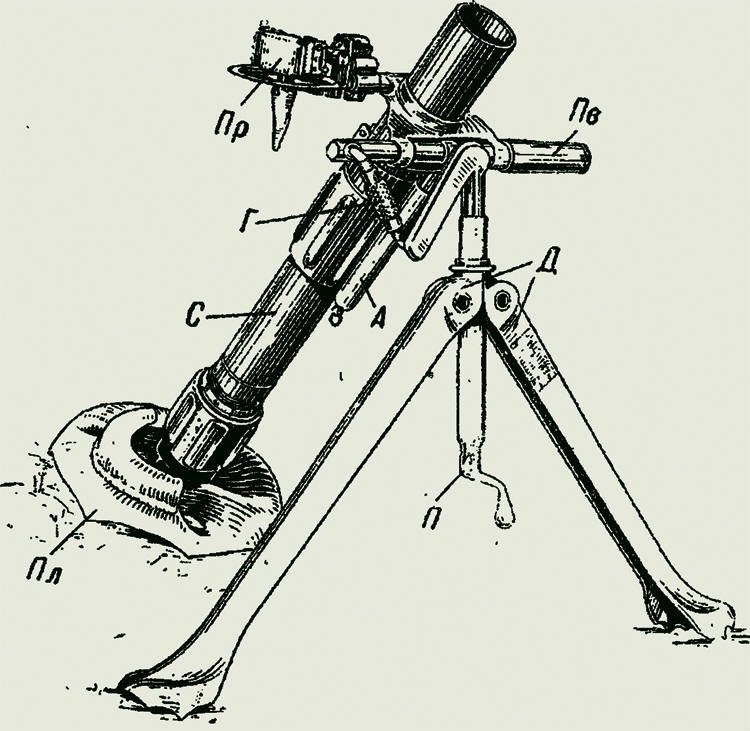
50-мм ротный миномёт образца 1940.
- А–амортизатор
- Г– горизонтирующий механизм
- Д – двунога
- П –подъемные механизм
- С– ствол;
- Пв–поворотный механизм;
- Пл – опорная плита
- Пp– прицел

- 50-мм миномёт «Оса» обр. 1937 года — опытный предсерийный вариант[1]
- 50-мм ротный миномёт обр. 1938 года
- 50-мм ротный миномёт обр. 1940 года — модифицированный вариант, в котором была уменьшена длина миномёта и упрощена конструкция дистанционного крана. Плита миномёта глубокой штамповки имела прикрытие (козырёк) от газов, выходящих через дистанционный кран, что предотвращало ожоги расчёта. Амортизатор имел только один цилиндр. Однако устранить сбивание уровней прицела при работе поворотного механизма и ненадёжность крепления прицела в усовершенствованной конструкции не удалось[6].

## На вооружении
- СССР — принят на вооружение РККА в 1938 году, в 1943 году ротные миномёты были сняты с вооружения РККА и изъяты из войск в связи с низкой эффективностью, особенно с переходом к наступательным операциям[5].
- Нацистская Германия — трофейные миномёты использовались вермахтом и поступали на вооружение охранно-полицейских формирований на оккупированной территории СССР. Миномёты обр.1937 года использовались под наименованием 5-cm Granatwerfer 205/1(r), миномёты обр.1938 года — под наименованием 5-cm Granatwerfer 205/2(r) и миномёты обр.1940 года — под наименованием 5-cm Granatwerfer 205/3(r)[7].
- Социалистическая Республика Румыния — на вооружении армии (при этом, первые 56 шт. поступили на вооружение 1-й румынской добровольческой пехотной дивизии имени Тудора Владимиреску в 1944 году[8])

В США советские 50-мм ротные миномёты внесены в перечень исторического коллекционного оружия.

## Где можно увидеть
- Россия — Музей отечественной военной истории в деревне Падиково Истринского района Московской области;
- Россия — Музейный комплекс УГМК, г. Верхняя Пышма, Свердловская область.

## Галерея

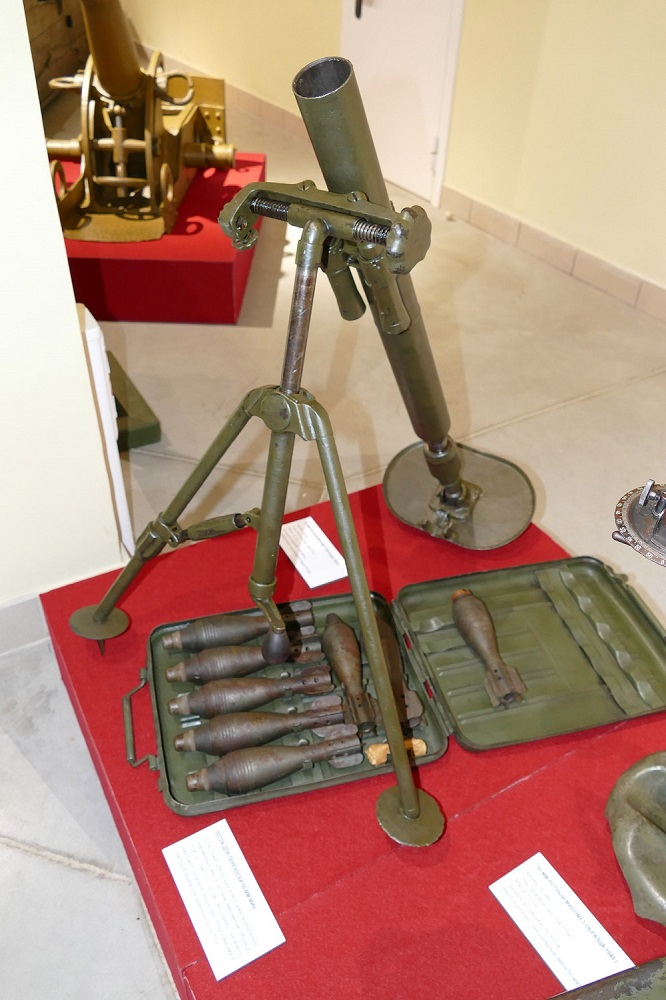
50-мм РМ обр. 1938
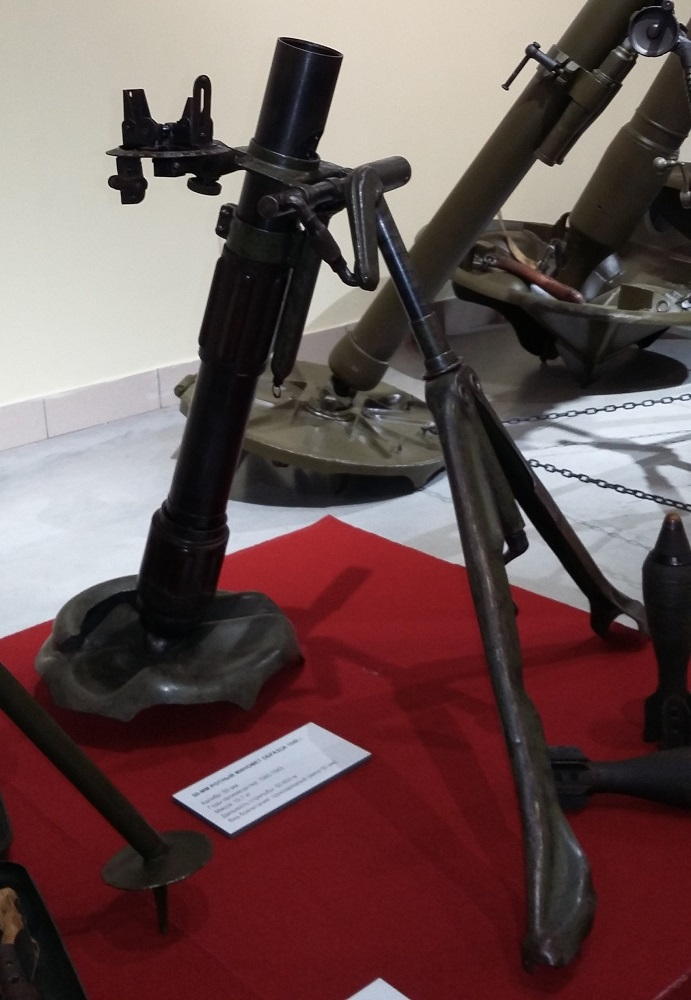
50-мм РМ обр. 1940
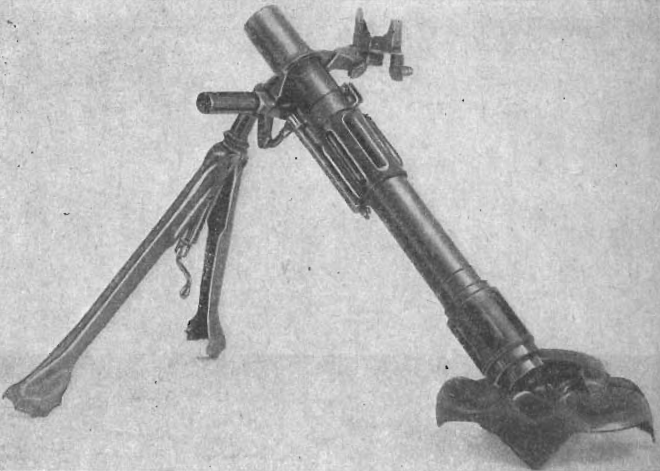
5-cm Granatwerfer 205/2(r)
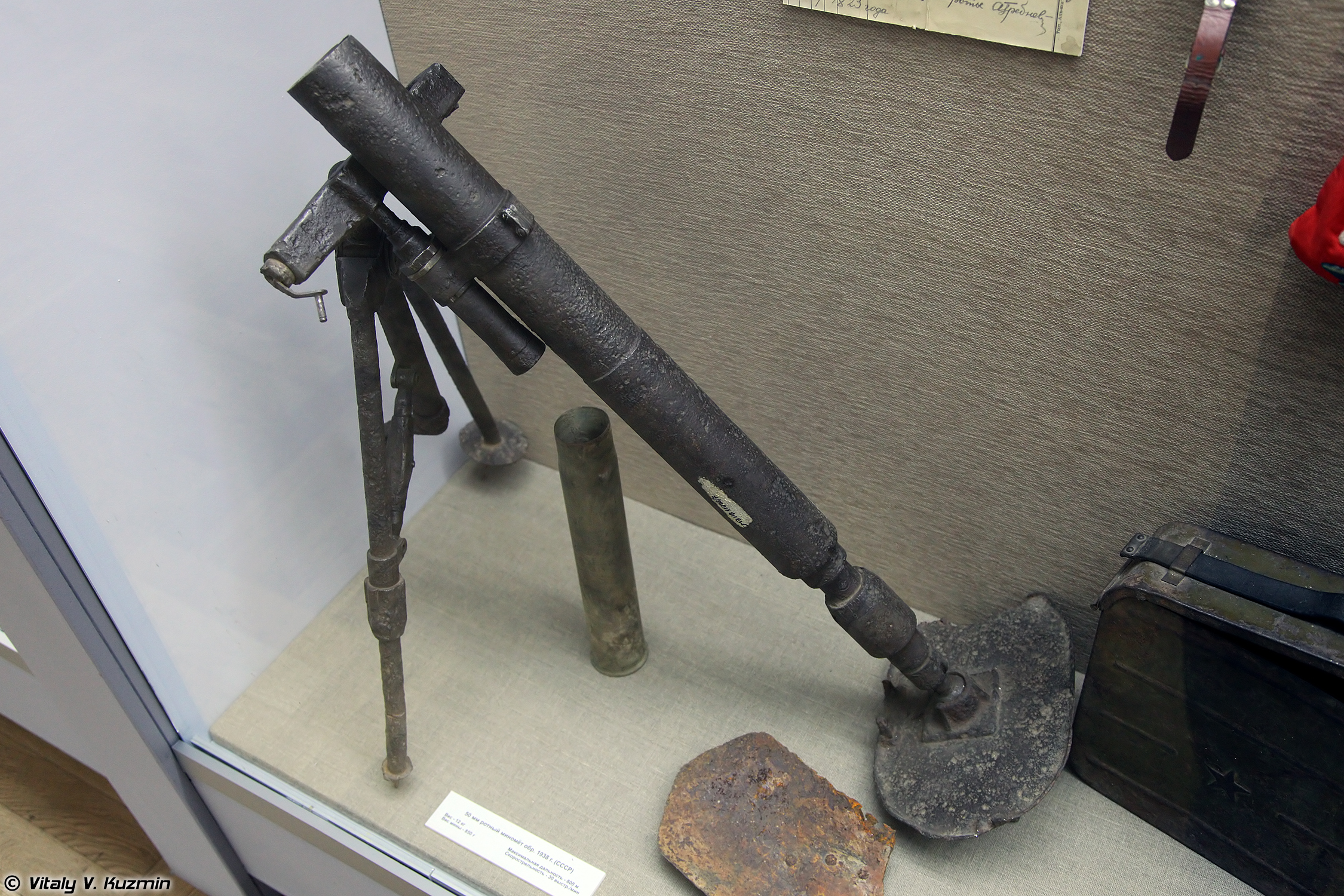
50-мм РМ обр.
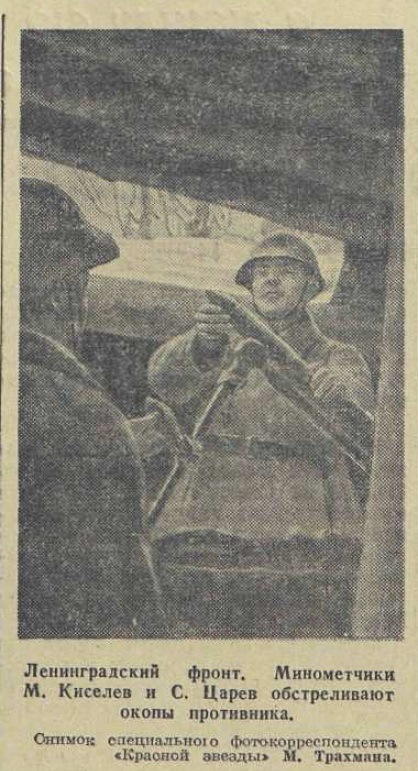